# The Gay Deceiver (film 1926)
The Gay Deceiver è un film muto del 1926 diretto da John M. Stahl.
La sceneggiatura si basa sul lavoro teatrale Toto di Achmed Abdullah (versione inglese della commedia francese del 1907 Patachon di Félix Duquesnel e Maurice Hennequin. Nel 1931, la MGM riprese la storia per una versione sonora in spagnolo, Su última noche, un film diretto da Carlos F. Borcosque e Chester M. Franklin con Ernesto Vilches e Conchita Montenegro.

## Produzione
Il film fu prodotto dalla Metro-Goldwyn-Mayer (MGM) (controlled by Loew's Incorporated).

## Distribuzione
Il copyright del film, richiesto dalla Metro-Goldwyn-Mayer Corp., fu registrato il 23 settembre 1926 con il numero LP23139.
Distribuito dalla Metro-Goldwyn-Mayer (MGM), uscì nelle sale cinematografiche statunitensi il 19 settembre 1926. La Jury Metro-Goldwyn lo distribuì nel Regno Unito il 4 aprile 1927.
Non si conoscono copie ancora esistenti della pellicola che viene considerata presumibilmente perduta.